# Famiglia reale

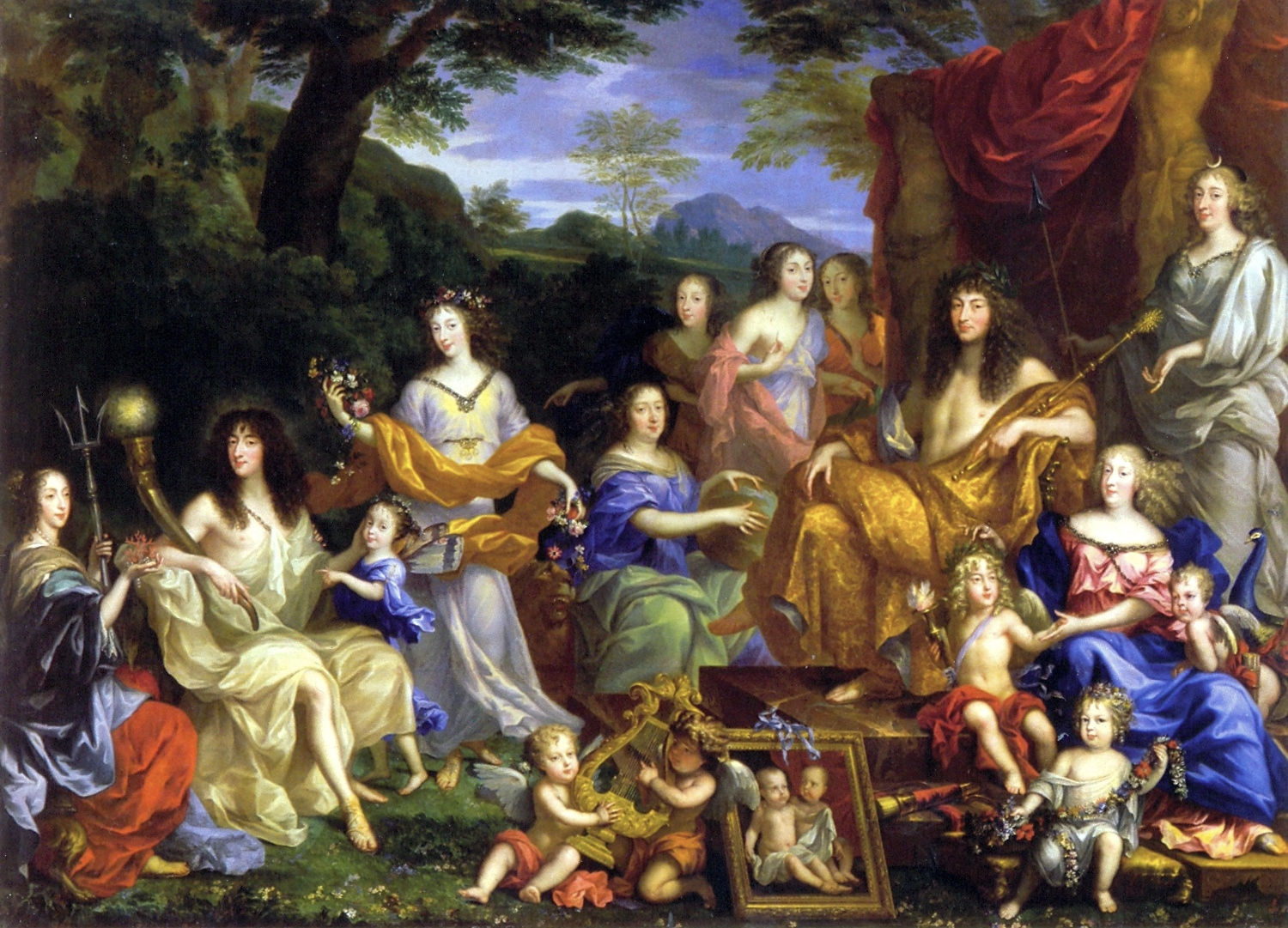
La famiglia reale di Francia in un dipinto del 1670 eseguito da Jean Nocret.

La famiglia reale è la famiglia estesa di un re o di una regina regnante. Il termine famiglia imperiale, invece, descrive la famiglia di un imperatore o di un'imperatrice, mentre i termini famiglia ducale, famiglia granducale o famiglia principesca si riferiscono ai parenti di un duca regnante, di un granduca o di un principe. Può essere corretto usare il termine di famiglia reale anche in relazione ai sovrani deposti e alle loro discendenze..

## Composizione di una famiglia reale
Una famiglia reale di solito include il coniuge del monarca regnante, il coniuge superstite di un defunto sovrano precedente, figli, nipoti, fratelli, sorelle, zii, cugini del monarca regnante, nonché i loro coniugi. Quando un sovrano abdica, la famiglia reale include anche il sovrano abdicatario. Spesso c'è una distinzione fra le persone di sangue reale e quelli che si sposano con persone di sangue reale. Secondo la maggior parte delle nazioni in cui la famiglia reale è regnante, solo le persone della prima categoria sono potenziali eredi al trono.
L'esatta funzione di una famiglia reale varia a seconda che lo stato in cui regna sia una monarchia assoluta, una monarchia costituzionale, o un ibrido. In alcune monarchie, come ad esempio l'Arabia Saudita o il Kuwait, o in sistemi politici in cui il sovrano esercita di fatto il potere esecutivo, come ad esempio in Giordania, non è raro che i membri della famiglia reale detengano importanti incarichi di governo o comandi militari. Nella maggior parte delle monarchie costituzionali, invece, i membri di una famiglia reale svolgono determinate funzioni pubbliche, sociali e cerimoniali, ma si astengono da qualsiasi coinvolgimento nella politica o nel governo del paese.
La specifica composizione della famiglia reale varia da paese a paese, così come i titoli spettanti ai membri della famiglia. La composizione della famiglia può essere regolata da una legge di stato (ad esempio in Spagna, Paesi Bassi e Giappone), dalla tradizione (ad esempio nel Regno Unito), o da leggi interne alla casa stessa (ad esempio in Liechtenstein). I matrimoni dei membri della famiglia reale, specialmente dei principi ereditari, spesso sono soggetti a leggi e regolamenti.
In una monarchia costituzionale, quando il sovrano muore, esiste sempre uno specifico ordine di successione al trono fra i membri della famiglia reale.

## Famiglie reali e dinastie
- Aberffraw
- Abbasidi
- Adorno
- Al Khalifa
- Al Sabah
- Al-Ghardaqa
- Al-Nahyan
- Al-Maktoum
- Al-Qasimi
- Al-Nuaimi
- Al-Mualla
- Al-Sharqi
- Alaouite
- Altavilla
- Angioini
- Arpadi
- Asburgo
  - Asburgo-Lorena
- Asmonei
- Assia
- Aviz
- Casa di Barcellona
- Bernadotte
- Bagration
- Bokassa
- Bonaparte
- Borgogna (Portogallo)
- Borjigin
- Borbone
  - Borbone-Francia
  - Borbone-Orléans
  - Borbone di Napoli
    - Borbone delle Due Sicilie

  - Casato di Borbone-Parma
- Braganza
- Capetingi
- Carolingi
- Sassonia-Coburgo-Gotha
  - Casa reale del Belgio
  - Casa reale di Windsor
- Chakri (Casato di Mahidol)
- Dinastie della storia cinese
  - Xia
  - Shang
  - Zhou
  - Qin
  - Han
  - Sui
  - Tang
  - Song
  - Yuan
  - Ming
  - Qing
- Comneni
- Cochin
- Davidici
- Dlamini
- Ducas
- Eóganachta
- Dinastia flavia
- Gediminidi
- Giray
- Dinastia giulio-claudia
- Gonzaga
- Grimaldi
- Glücksburg
- Hannover
- Hashemiti
- Hohenstaufen
- Hohenzollern
- Dinastie dell'India
  - Chalukya
  - Chola
  - Gupta
  - Kushan
  - Mauryan
  - Mughal
- Jagelloni
- Dinastia Joseon
- Karađorđević
- Keita
- Dinastia Khun Lo
- Famiglia reale Koch Rajbongshi
- casate Hawaiane
  - Kalakaua
  - Kamehameha
  - Kawānanakoa
  - Laanui-Kalokuokamaile
- Kotromanić
- Lancaster
- Macedoni
- Angeli
- Merovingi
- Nayaks di Kandy
- Nemanjić
- Obrenović
- Casato degli Oldenburg
  - Holstein-Gottorp
  - Schleswig-Holstein-Sonderburg-Glücksburg
- Orange-Nassau
- Omrides
- O'Neill
- Dinastia ottomana
- Dinastia ottoniana
- Dinastia Pahlavi
- Paleologi
- Piast
- Dinastia Qajar
- Romanov
- Dinastia Rurik
- Safavidi
- Dinastia saudita
- Casa Savoia
- Dinastia salomonica
- Stuart
- Trastámara
- Travancore
- Dinastia Trần
- Tudor
- Uí Néill
- Valois
- Vasa
- Mountbatten-Windsor
- Wittelsbach
- Casato di York
- Dinastia Zand
- Casato di Zogu

## Famiglie reali nel XXI secolo
- Famiglia reale belga
- Famiglia reale degli Emirati Arabi Uniti
- Famiglia reale del Brunei
- Famiglia reale del Bhutan
- Famiglia reale britannica
- Famiglia reale del Bahrain
- Famiglia reale cambogiana
- Famiglia reale danese
- Famiglia imperiale del Giappone
- Famiglia reale di Giordania
- Famiglia principesca del Liechtenstein
- Famiglia granducale del Lussemburgo
- Famiglie reali malesi
  - Famiglia reale di Jahor
  - Famiglia reale di Kedah
  - Famiglia reale di Kelantan
  - Famiglia reale di Negeri Sembilan
  - Famiglia reale di Pahang
  - Famiglia reale di Perak
  - Famiglia reale di Terengganu
- Famiglia reale del Marocco dalla Dinastia alawide
- Famiglia principesca monegasca
- Famiglia reale norvegese
- Odùduwà
  - Regno del Benin
  - Regno di Akure
  - Erelu Kuti
- Famiglia reale olandese
- Famiglia reale del Qatar
- Famiglia reale saudita
- Famiglia reale spagnola
- Famiglia reale svedese
- Famiglia reale thailandese
- Famiglia reale di Tonga
- Famiglia reale Zulu

## Famiglie reali deposte
- Famiglia granducale d'Assia
- Famiglia reale bavarese
- Famiglia Imperiale Brasiliana
- Famiglia reale bulgara
- Famiglia Imperiale Coreana
- Famiglia reale greca
- Famiglia reale italiana
- Famiglia imperiale Song
- Famiglia reale haitiana
- Famiglia reale laotiana
- Famiglia imperiale Manchu
- Famiglia imperiale Ming
- Famiglia granducale di Meclemburgo (Schwerin e Strelitz)
- Famiglia Imperiale Messicana / Imperatore del Messico
- Famiglia reale nepalese / Re del Nepal
- Famiglia reale portoghese
- Famiglia reale rumena (Linea di successione al trono di Romania)
- Famiglia reale jugoslava
- Famiglia reale yemenita
- Famiglia reale ottomana

## Famiglie reali mediatizzate
- Arenberg (Belgio)
- Fürstenberg (Germania)
- Ligne (Belgio)
- Famiglia principesca De Mérode (Belgio)
- Famiglia principesca Schwarzenberg (Boemia)